# Quinto Comando Aéreo Regional
Quinto Comando Aéreo Regional é uma Organização Militar da Força Aérea Brasileira localizado na cidade de Canoas no estado do Rio Grande do Sul.

## Unidades Sediadas
Em 2016, operavam no Quinto Comando Aéreo Regional as seguintes unidades da FAB:
- PACO - Prefeitura de Aeronáutica de Canoas
- HACO - Hospital de Aeronáutica de Canoas
- SERIPA-5 - 5° Serviço Regional de Investigação e Prevenção de Acidentes Aeronáuticos
- NuGAP-CO - Núcleo do Grupamento de Apoio de Canoas

## Unidades Jurisdicionadas
Todas as unidades da FAB dos estados de Santa Catarina, Paraná, e Rio Grande do Sul são jurisdicionadas ao V COMAR como por exemplo:
- BACO - Base Aérea de Canoas
- BASM - Base Aérea de Santa Maria
- BAFL - Base Aérea de Florianópolis
- CINDACTA II - 2º Centro Integrado de Defesa Aérea e Controle de Tráfego Aéreo

## História
- 1919 - No dia 11 de setembro, o piloto italiano Antonio Locatelli, pousa por engano na várzea do Gravataí, local que mais tarde, em 1937, sediaria o 3º Regimento de Aviação, em 1944, a Base Aérea de Canoas e, em 1947, o Núcleo do Parque de Material Aeronáutico de Porto Alegre. É o mesmo local em que hoje está sediado o Quartel General do Quinto Comando Aéreo Regional.
- 1933 - É criado, em Santa Maria, o 3º Regimento de Aviação - 3º RAv da Aviação Militar do Exército.
- 1934 - O 3º RAv é transferido de Santa Maria para Canoas.
- 1937 - Concluídas as obras em área hoje ocupada pelo Quartel-General do V COMAR, o 3º RAv instala-se em Canoas.
- 1941 - Criação do Ministério da Aeronáutica e ativação da 4ª Zona Aérea, com sede em Porto Alegre, que compreendia os Estados do Paraná, Santa Catarina e Rio Grande do Sul.

Criação das bases aéreas de Porto Alegre (sediada em Canoas, então distrito de Gravataí) e de Florianópolis.
- 1942 - Em 5 de março, pelo Decreto Lei nº 4148, a 4ª Zona Aérea passa a denominar-se 5ª Zona Aérea.

Em 12 de março, foi instalado em Porto Alegre o comando da 5ª Zona Aérea, tendo como sede provisória as dependências do prédio em que funcionava a 1ª Divisão de Levantamentos do Serviço Geográfico do Exército. Meses depois, instala-se na Praça Marechal Deodoro nº 72, sendo depois transferida para a Avenida Independência.
- 1948 - O Quartel General aluga três andares no Edifício Cestari, na Avenida Farrapos, destinado a sediar o Serviço Regional de Saúde no primeiro andar e os demais andares para residência de Oficiais.
- 1953 - Em 30 de janeiro, o QG da 5ª Zona Aérea é transferido para o Aeródromo de Canoas.
- 1973 - Pelo Decreto Lei nº 73.151, de 12 de novembro, as Zonas Aéreas passam a ser denominadas Comando Aéreo Regional. Assim, em substituição ao Comando da Quinta Zona Aérea, é ativado o Quinto Comando Aéreo Regional.[2]

Desde 1996 porta a insígnia da Ordem do Mérito Militar, concedida pelo presidente Fernando Henrique Cardoso.